# 阿瓦隆 (新澤西州)
阿瓦隆（英語：Avalon）是位於美國新澤西州開普梅縣的自治市鎮。

## 人口
根據2020年美國人口普查的數據，阿瓦隆的面積為13.09平方千米，當中陸地面積為11.06平方千米，而水域面積為2.03平方千米。當地共有人口1243人，而人口密度為每平方千米95人。